# بوریس ایفچنکو
بوریس ایفچنکو (اوکراینی: Бори́с Ві́кторович І́вченко؛ ۲۹ ژانویهٔ ۱۹۴۱ – ۲۸ ژوئن ۱۹۹۰) کارگردان فیلم، و بازیگر اهل اتحاد جماهیر شوروی سوسیالیستی بود.